# August von Loehr
August Ritter von Loehr, né le 5 mai 1847 à Venise et mort le 21 novembre 1917 à Vienne, est un ingénieur des chemins de fer autrichien et un collectionneur de minéraux et un numismate. 

## Biographie
August von Loehr, fils de l'architecte ferroviaire Moritz von Loehr, étudie l'ingénierie mécanique à l'Université technique de Vienne et rejoint le corps d'armée local Alemannia en 1865. À partir de 1869, il travaille comme ingénieur pour la Nordbahngesellschaft à Vienne. Il gagne de nombreux mérites tant dans l'amélioration de la technologie que dans l'administration de la société et prend sa retraite en 1908 en tant qu'inspecteur central et conseiller de la cour. Pendant de nombreuses années, il est président du Club des fonctionnaires des chemins de fer autrichiens et, à ce titre, rédacteur en chef du journal des cheminots autrichiens.
Pendant son temps libre, il s'occupe de pierres précieuses et se constitue une importante collection. En 1901, il fonde la Wiener Mineralogische Gesellschaft (aujourd'hui Société minéralogique autrichienne) avec le directeur du département minéralogique-pétrographique du Musée d'histoire naturelle, Friedrich Martin Berwerth (en). Cette société s'adresse non seulement aux minéralogistes spécialisés, mais aussi aux profanes et aux collectionneurs intéressés par la minéralogie. De 1901 jusqu'à sa mort, il est membre du conseil d'administration de la société. Sa collection est acquise par le Musée d'histoire naturelle de Vienne.
Il collecte également et recherche des médailles autrichiennes ainsi que des symboles monétaires et des médailles du système ferroviaire, cette collection se trouve maintenant au Musée du chemin de fer. Il est cofondateur de la Société autrichienne pour la promotion de la petite sculpture et de l'art des médailles. En tant que photographe amateur enthousiaste, il participe également participé au club de photographie de Vienne, publié dans le Wiener Photographische Blätter et il construit des lampes flash au magnésium très utilisées.
August von Loehr invente une montre de poche à remontage automatique en 1875, pour laquelle il reçoit le brevet allemand n° 1903 le 10 janvier 1878. En 1878, von Loehr dépose un brevet anglais pour un mouvement de montre de poche à remontage automatique par un volant de pendule (principe du podomètre). Il fait fabriquer des montres de poche avec ce mouvement dans la société londonienne Selfwinding Watch Co. Deux modèles de boîtiers sont utilisés : rond et carré. Ce dernier est fabriqué par la société horlogère suisse Hahn Frères & Cie. au Landeron. La montre de poche de Von Loehr est la seule montre automatique de ce type, qui atteint également  une certaine diffusion. Environ 4000 pièces de la version ronde sont produites et vendues. Von Loehr fait protéger le mécanisme de remontage et la boucle de la boîte par les brevets DE 1903, DE 3939, DE 14939, GB 1473 (1880), GB 4781 (1880) en Allemagne et en Angleterre.
August von Loehr est membre fondateur et premier président de la "Vereinigung der ständig beeideten Sachverständigen und Schätzmeister" (Association des experts et évaluateurs assermentés en permanence), d'où est issu le "Hauptverband der allgemein beeideten und gerichtlich zertifizierten Gerichtssachverständigen" (Association principale des experts judiciaires assermentés et certifiés) en Autriche, qui existe encore aujourd'hui.
Son fils est le numismate et historien de l'argent August Ritter von Loehr (1882-1965).

## Publications
- Geldzeichen, Jetons, Gedächtnismünzen und Medaillen von und für Eisenbahnen, Wien 1896
- Wiener Medailleure. Schroll, Wien 1899, (Digitalisat; Nachtrag. ebenda 1902).
- Mineralogisches Taschenbuch der Wiener Mineralogischen Gesellschaft. Wiener Mineralogischen Gesellschaft, Wien 1911.